# Liste des députés de la dix-septième législature du Landtag du Schleswig-Holstein
Cette liste présente les 95 membres de la 17e législature du Landtag de Schleswig-Holstein au moment de leur élection le 6 mai 2009 lors des élections régionales de 2009 en Schleswig-Holstein. Elle présente les élus du land et précise si l'élu a été élu dans le cadre d'une des 40 circonscriptions de manière directe, ou par le scrutin proportionnel de Hare.

## Répartition des sièges

Répartition des sièges du Landtag de Schleswig-Holstein en 2009

| Partis | Partis                                             | Partis                                             | Circonscriptions | Circonscriptions | Circonscriptions | Circonscriptions | Listes    | Listes | Listes | Total sièges | +/- |
| Partis | Partis                                             | Partis                                             | Votes            | %                | Sièges           | +/−              | Votes     | %      | Sièges | Total sièges | +/- |
| ------ | -------------------------------------------------- | -------------------------------------------------- | ---------------- | ---------------- | ---------------- | ---------------- | --------- | ------ | ------ | ------------ | --- |
|        | Union chrétienne-démocrate d'Allemagne (CDU)       | Union chrétienne-démocrate d'Allemagne (CDU)       | 585 402          | 36,89            | 34               | 9                | 505 612   | 31,53  | 0      | 34           | 4   |
|        | Parti social-démocrate d'Allemagne (SPD)           | Parti social-démocrate d'Allemagne (SPD)           | 471 075          | 29,69            | 6                | 9                | 407 643   | 25,42  | 19     | 25           | 4   |
|        | Parti libéral-démocrate (FDP)                      | Parti libéral-démocrate (FDP)                      | 170 253          | 10,73            | 0                | en stagnation    | 239 338   | 14,93  | 14     | 14           | 10  |
|        | Alliance 90 / Les Verts (Grünen)                   | Alliance 90 / Les Verts (Grünen)                   | 170 857          | 10,77            | 0                | en stagnation    | 199 367   | 12,43  | 12     | 12           | 8   |
|        | Die Linke (Linke)                                  | Die Linke (Linke)                                  | 85 992           | 5,42             | 0                | en stagnation    | 95 764    | 5,97   | 6      | 6            | 6   |
|        | Fédération des électeurs du Schleswig du Sud (SSW) | Fédération des électeurs du Schleswig du Sud (SSW) | 44 675           | 2,82             | 0                | en stagnation    | 69 701    | 4,35   | 4      | 4            | 2   |
|        |                                                    |                                                    |                  |                  |                  |                  |           |        |        |              |     |
| Total  | Total                                              | Total                                              | 1 636 374        | 100              | 40               | en stagnation    | 1 636 374 | 100    | 55     | 95           | 26  |

## Élus
| N° | Circonscription            | Nom                        |  | Parti     |
| -- | -------------------------- | -------------------------- |  | --------- |
| 01 | Ahrensburg                 | Tobias Koch                |  | CDU       |
| 02 | Dithmarse-Nord             | Karsten Jasper             |  | CDU       |
| 03 | Dithmarse-Sud              | Jens Magnussen             |  | CDU       |
| 04 | Eckernförde                | Daniel Günther             |  | CDU       |
| 05 | Elmshorn                   | Michael von Abercron       |  | CDU       |
| 06 | Eutin-Nord                 | Herlich Marie Todsen-Reese |  | CDU       |
| 07 | Eutin-Sud                  | Hartmut Hamerich           |  | CDU       |
| 08 | Flensbourg                 | Susanne Herold             |  | CDU       |
| 09 | Flensbourg-Campagne        | Petra Nicolaisen           |  | CDU       |
| 10 | Husum-Eiderstedt           | Ursula Sassen              |  | CDU       |
| 11 | Husum-Campagne             | Peter Harry Carstensen     |  | CDU       |
| 12 | Kiel-Est                   | Bernd Heinemann            |  | SPD       |
| 13 | Kiel-Nord                  | Karl-Rudolf Fischer        |  | SPD       |
| 14 | Kiel-Ouest                 | Jürgen Weber               |  | SPD       |
| 15 | Lauenburg-Centre           | Klaus Schlie               |  | CDU       |
| 16 | Lauenburg-Nord             | Niclas Herbst              |  | CDU       |
| 17 | Lauenburg-Sud              | Markus Matthießen          |  | CDU       |
| 18 | Lübeck-Est                 | Hans Müller                |  | SPD       |
| 19 | Lübeck-Ouest               | Thomas Rother              |  | SPD       |
| 20 | Lübeck-Sud                 | Wolfgang Baasch            |  | SPD       |
| 21 | Neumünster                 | Torsten Geerdts            |  | CDU       |
| 22 | Norderstedt                | Katja Rathje-Hoffmann      |  | CDU       |
| 23 | Oldenbourg                 | Klaus Klinckhamer          |  | CDU       |
| 24 | Pinneberg                  | Christian von Boetticher   |  | CDU       |
| 25 | Pinneberg-Marche-de-l'Elbe | Barbara Ostmeier           |  | CDU       |
| 26 | Pinneberg-Nord             | Peter Lehnert              |  | CDU       |
| 27 | Plön-Nord                  | Werner Kalinka             |  | CDU       |
| 28 | Plön-Sud                   | Peter Sönnichsen           |  | CDU       |
| 29 | Reinbek                    | Mark-Oliver Potzahr        |  | CDU       |
| 30 | Rendsburg                  | Hans Hinrich Neve          |  | CDU       |
| 31 | Rendsburg-Est              | Marion Herdan              |  | CDU       |
| 32 | Rendsburg-Ouest            | Hauke Göttsch              |  | CDU       |
| 33 | Schleswig                  | Johannes Callsen           |  | CDU       |
| 34 | Schleswig-Nord             | Heike Franzen              |  | CDU       |
| 35 | Segeberg-Est               | Axel Bernstein             |  | CDU       |
| 36 | Segeberg-Ouest             | Wilfried Wengler           |  | CDU       |
| 37 | Steinburg-Est              | Heiner Rickers             |  | CDU       |
| 38 | Steinburg-Ouest            | Hans-Jörn Arp              |  | CDU       |
| 39 | Stormarn                   | Rainer Wiegard             |  | CDU       |
| 40 | Tondern-Sud                | Astrid Damerow             |  | CDU       |
| /  | Liste régionale            | Luise Amtsberg             |  | Grünen    |
| /  | Liste régionale            | Rasmus Andresen            |  | Grünen    |
| /  | Liste régionale            | Andreas Beran              |  | SPD       |
| /  | Liste régionale            | Marret Bohn                |  | Grünen    |
| /  | Liste régionale            | Ingrid Brand-Hückstädt     |  | FDP       |
| /  | Liste régionale            | Carsten-Peter Brodersen    |  | FDP       |
| /  | Liste régionale            | Detlef Buder               |  | SPD       |
| /  | Liste régionale            | Cornelia Conrad            |  | FDP       |
| /  | Liste régionale            | Jens-Uwe Dankert           |  | FDP       |
| /  | Liste régionale            | Kai Dolgner                |  | SPD       |
| /  | Liste régionale            | Peter Eichstädt            |  | SPD       |
| /  | Liste régionale            | Anke Erdmann               |  | Grünen    |
| /  | Liste régionale            | Marlies Fritzen            |  | Grünen    |
| /  | Liste régionale            | Kirstin Funke              |  | FDP       |
| /  | Liste régionale            | Thorsten Fürter            |  | Grünen    |
| /  | Liste régionale            | Heiner Garg                |  | FDP       |
| /  | Liste régionale            | Robert Habeck              |  | Grünen    |
| /  | Liste régionale            | Martin Habersaat           |  | SPD       |
| /  | Liste régionale            | Lars Harms                 |  | SSW       |
| /  | Liste régionale            | Lothar Hay                 |  | SPD       |
| /  | Liste régionale            | Monika Heinold             |  | Grünen    |
| /  | Liste régionale            | Birgit Herdejürgen         |  | SPD       |
| /  | Liste régionale            | Günther Hildebrand         |  | FDP       |
| /  | Liste régionale            | Silke Hinrichsen           |  | SSW       |
| /  | Liste régionale            | Henning Höppner            |  | SPD       |
| /  | Liste régionale            | Antje Jansen               |  | Die Linke |
| /  | Liste régionale            | Heinz-Werner Jezewski      |  | Die Linke |
| /  | Liste régionale            | Anita Klahn                |  | FDP       |
| /  | Liste régionale            | Ekkehard Klug              |  | FDP       |
| /  | Liste régionale            | Gerrit Koch                |  | FDP       |
| /  | Liste régionale            | Wolfgang Kubicki           |  | FDP       |
| /  | Liste régionale            | Oliver Kumbartzky          |  | FDP       |
| /  | Liste régionale            | Anette Langner             |  | SPD       |
| /  | Liste régionale            | Katharina Loedige          |  | FDP       |
| /  | Liste régionale            | Detlef Matthiessen         |  | Grünen    |
| /  | Liste régionale            | Flemming Meyer             |  | SSW       |
| /  | Liste régionale            | Serpil Midyatli            |  | SPD       |
| /  | Liste régionale            | Christina Musculus-Stahnke |  | FDP       |
| /  | Liste régionale            | Jörg Nickel                |  | Grünen    |
| /  | Liste régionale            | Birte Pauls                |  | SPD       |
| /  | Liste régionale            | Regina Poersch             |  | SPD       |
| /  | Liste régionale            | Ranka Prante               |  | Die Linke |
| /  | Liste régionale            | Sandra Redmann             |  | SPD       |
| /  | Liste régionale            | Ulrich Schippels           |  | Die Linke |
| /  | Liste régionale            | Bernd Schröder             |  | SPD       |
| /  | Liste régionale            | Olaf Schulze               |  | SPD       |
| /  | Liste régionale            | Marion Sellier             |  | SPD       |
| /  | Liste régionale            | Anke Spoorendonk           |  | SSW       |
| /  | Liste régionale            | Ralf Stegner               |  | SPD       |
| /  | Liste régionale            | Ines Strehlau              |  | Grünen    |
| /  | Liste régionale            | Ellen Streitbörger         |  | Die Linke |
| /  | Liste régionale            | Siegrid Tenor-Alschausky   |  | SPD       |
| /  | Liste régionale            | Björn Thoroe               |  | Die Linke |
| /  | Liste régionale            | Andreas Tietze             |  | Grünen    |
| /  | Liste régionale            | Gitta Trauernicht          |  | SPD       |
| /  | Liste régionale            | Christopher Vogt           |  | FDP       |
| /  | Liste régionale            | Bernd Voß                  |  | Grünen    |
| /  | Liste régionale            | Jette Waldinger-Thiering   |  | SSW       |